# 伊瓦尔戈伊蒂
伊瓦尔戈伊蒂（西班牙語：Ibargoiti）是西班牙纳瓦拉的一个市镇。总面积59平方公里，总人口231人（2001年），人口密度4人/平方公里。